# Diocesi di Sodor e Man
La diocesi di Sodor e Man (in inglese: Diocese of Sodor and Man) è una diocesi della Chiesa anglicana.
La diocesi ricopre l'intero territorio dell'isola di Man. È situata nella Provincia ecclesiastica di York. La sede vescovile è a Douglas; la cattedrale si trova a Peel. L'attuale vescova è Patricia Hillas, in carica dal 10 ottobre 2024.

## Storia

L'ubicazione della diocesi medievale nella provincia ecclesiastica di Nidaros

Secondo la tradizione locale, la diocesi venne istituita nel 477 come il vescovado di Sodor. Nel 1098 venne rinominato vescovado di Sodor e Man.
Alcune fonti riportano la data della fondazione come l'anno 1154, sebbene prima di allora già esisteva una diocesi norvegese. A quel tempo, il vescovado apparteneva all'arcidiocesi di Nidaros. Il nome Sodor deriva dal termine norreno Suðreyjar (isole meridionali), che indicava le Isole Ebridi, in contrapposizione a Norðreyjar (isole settentrionali), che indicava le isole Orcadi e Shetland (cfr. Regno dell'isola di Man). Non è chiaro quando l'isola di Man è entrata a far parte della diocesi, né se ciò avvenne effettivamente nel 1098 sotto Magnus lo Scalzo. Il legame con la Norvegia terminò nel 1266, e la diocesi divenne una suffraganea dell'arcidiocesi di York. Nel 1334 l'isola di Man venne separata ecclesiasticamente dalle isole scozzesi. Dal XVI secolo, la diocesi veniva chiamata sia come diocesi di Sodor che come diocesi di Man, ma dal 1864 i vescovi si firmarono esclusivamente come vescovo di Sodor e Man.

## Nelle opere di finzione
L'isola di Sodor, ambientazione dei libri del reverendo Wilbert Awdry e dei loro susseguenti adattamenti televisivi, prende il nome dalla diocesi di Sodor e Man, in quanto le isole Ebridi non fanno più parte della diocesi.